# Logística de tercers
La logística de tercers és el conjunt de serveis logístics que una empresa presta a una altra.
Un proveïdor de serveis logístics de tercers (abreujat 3PL, o de vegades TPL) és una empresa que ofereix serveis logístics als clients, que abans eren realitzats dins de la mateix empresa, és a dir, serveis logístics terciaris (o "de tercers") per a una part o la totalitat de les seves funcions en la gestió de cadena de subministrament. El proveïdor normalment s'especialitza en el servei integrat, l'emmagatzematge i el transport que es poden ampliar i personalitzar per les necessitats del client sobre la base de les condicions del mercat i les exigències i requisits de la prestació de serveis per als seus productes i materials.